# Ганс Кері
Ганс Кері (нім. Hans Kary; нар. 23 лютого 1949) — австрійський тенісист. Найвищу одиночну позицію світового рейтингу — 54 місце досяг 31 травня 1976, парну — 124 місце — 3 січня 1983 року. Здобув 1 одиночний та 3 парні титули. Найвищим досягненням на турнірах Великого шолома було 2 коло в одиночному розряді.

## Фінали за кар'єру

### Одиночний розряд (1–1)
| Результат | W/L | Дата     | Турнір                | Покриття | Суперник     | Рахунок                   |
| --------- | --- | -------- | --------------------- | -------- | ------------ | ------------------------- |
| Поразка   | 0–1 | Сер 1972 | Гілверсум, Нідерланди | Ґрунт    | Джон Купер   | 1–6, 6–3, 10–12, 6–3, 2–6 |
| Перемога  | 1–1 | Бер 1979 | Лагос, Нігерія        | Тверде   | Петер Фейгль | 6–4, 3–6, 6–2             |

### Парний розряд (3–1)
| Результат | W/L | Дата     | Турнір                         | Покриття  | Партнер             | Суперники                        | Рахунок       |
| --------- | --- | -------- | ------------------------------ | --------- | ------------------- | -------------------------------- | ------------- |
| Перемога  | 1–0 | Лют 1975 | Richmond WCT, США              | Килим (i) | Фред Макнеер        | Паоло Бертолуччі Адріано Панатта | 7–6, 5–7, 7–6 |
| Поразка   | 1–1 | Чер 1975 | Дюссельдорф, Західна Німеччина | Ґрунт     | Гаральд Ельшенбройх | Франсуа Жоффре Ян Кодеш          | 2–6, 3–6      |
| Перемога  | 2–1 | Бер 1977 | Гельсінкі, Фінляндія           | Килим (i) | Їржі Гржебець       | Девід Ллойд Джон Ллойд           | 5–7, 7–6, 6–4 |
| Перемога  | 3–1 | Лют 1982 | Буенос-Айрес, Аргентина        | Ґрунт     | Золтан Кухарський   | Анхель Хіменес Мануель Орантес   | 7–5, 6–2      |